# Bunium longilobum
Bunium longilobum là một loài thực vật có hoa trong họ Hoa tán. Loài này được Klyuikov mô tả khoa học đầu tiên năm 1982.